# Saint-Christophe-à-Berry
Saint-Christophe-à-Berry är en kommun i departementet Aisne i regionen Hauts-de-France i norra Frankrike. Kommunen ligger  i kantonen Vic-sur-Aisne som ligger i arrondissementet Soissons. År 2022 hade Saint-Christophe-à-Berry 443 invånare.

## Befolkningsutveckling
Antalet invånare i kommunen Saint-Christophe-à-Berry
Referens: INSEE